# Eufemi
Eufemi (grec antic: Εύφήμιος; llatí: Euphemius) va ser patriarca de Constantinoble de l'any 489 al 495. Abans de ser elegit bisbe va ser administrador d'un hospici per pobres a la ciutat de Neàpolis, prop de Constantinoble.
Va succeir en el càrrec al patriarca Fravites, que havia mort després de quatre mesos de mandat, i va ser elegit pel clergat. Se'l descriu com una persona molt erudita i pietosa.
L'any 482, l'emperador Zenó havia publicat un decret anomenat Henòtic, que prohibia en les discussions teològiques utilitzant criteris diferents dels acords als que es va arribar al Primer Concili de Nicea i al Primer Concili de Constantinoble, ignorant els decrets del Concili de Calcedònia. El decret evitava parlar de les dues natures de Crist, i utilitzava fórmules ambigües per reconciliar l'església ortodoxa amb els monofisites. Però l'Henòtic no va satisfer ningú i menys als monofisites. Acaci de Constantinoble, Pere Monge patriarca d'Alexandria i Pere Ful·ló, patriarca d'Antioquia havien signat el decret. El papa Fèlix III va convocar l'any 484 un sínode on van assistir seixanta-set bisbes, que va condemnar el decret de l'emperador, va deposar i excomunicar Acaci, Pere Monge i Pere Ful·ló. Acaci va replicar eliminant el nom del papa dels seus díptics i va perseguir els catòlics a Constantinoble. Quan va morir, Fravites, el seu successor, Eufemi, va sol·licitar el reconeixement del seu nomenament a Roma, però no se'n va sortir, tot i que va reconèixer els acords del Concili de Calcedònia, va tornar a incloure el nom del papa als díptics i va trencar les relacions amb Pere Monge, que va morir a l'octubre d'aquell any en què Eufemi va prendre possessió. Volia mostrar així la seva reconciliació amb Roma. Però es va negar a esborrar els noms dels seus dos predecessors (Acaci i Fravites) dels díptics, on constaven entre els fidels difunts. El papa Fèlix va insistir que els heretges no tenien dret a ser mencionats en les oracions públiques, i Eufemi va repetir els seus intents de reconciliació amb el nou papa Gelasi I, que havia estat nomenat el mateix dia de la mort de Fèlix. Però va mantenir, contra l'opinió del papa, el nom dels seus antecessors. Eufemi creia que no podia treure els seus noms dels díptics sense causar vergonya o insultar a tots aquells que Acaci i Fravites havien batejat i ordenat.
A la mort de Zenó va pujar al tron Anastasi I Dicor, a qui Eufemi havia fet signar, abans de confirmar-lo emperador, una declaració escrita d'ortodòxia. però Anastasi, monofisista convençut, no li va perdonar. Quan va esclatar la guerra isàurica Eufemi va ser acusat de transmetre els plans de l'emperador als seus enemics. Un soldat, potser per ordre d'Anastasi, el va voler matar a la porta de la sagristia, però va ser abatut per un servent. L'emperador va voler recuperar la declaració escrita, i Eufemi s'hi va negar. Anastasi va reunir un sínode de bisbes i va presentar càrrecs contra el patriarca, i entre tots el van destituir. El poble, que el defensava, va haver de cedir a les ordres de l'emperador. Va ser condemnat al desterrament.
Eufemi, tement per la seva vida, es va refugiar al baptisteri, i no en va sortir fins que el seu successor, Macedoni II no li va garantir immunitat. Eufemi va marxar a l'exili a l'Àsia Menor, i Macedoni el va acompanyar i li va donar diners per a que visqués amb dignitat. Va morir l'any 515 a Ancira.